# مری ماکساپتیان
مری وارطانی ماکساپتیان (ارمنی: Մերի Վարդանի Մաքսապետյան؛ انگلیسی: Mery Malsapetyan زادهٔ ۱۶ ژوئن ۱۹۲۷ - درگذشته ۲۴ نوامبر ۲۰۱۲)، تاریخ‌نگار ادبی و مترجم اهل ارمنستان بود.

## زندگی‌نامه
وی در ۱۶ ژوئن ۱۹۲۷ در لنیناکان به دنیا آمد و از دانشکده تاریخ دانشگاه دولتی ایروان فارغ‌التحصیل گشت. عضو اتحادیه نویسندگان ارمنستان (۱۹۸۵) و اتحادیه روزنامه‌نگاران ارمنستان بود. وی در انستیتو هنری و انستیتو ادبی فعالیت کرده است.  وی در ۲۴ نوامبر ۲۰۱۲ در سن ۸۵ سالگی در ایروان درگذشت.

## یادداشت
1. ↑  Institute of Art NAS RA
2. ↑  Institute of Literature of National Academy of Sciences of Armenia